# Berndt Katter
Berndt Katter (* 15. Januar 1932 in Espoo; † 20. Juli 2014 in Turku) war ein finnischer Pentathlet.

## Karriere
Katter nahm an den Olympischen Spielen 1956 in Melbourne und den Olympischen Spielen 1960 in Rom teil. 1956 belegte er im Einzel den 16. Rang, während er mit der Mannschaft, zu der außer ihm noch Väinö Korhonen und Olavi Mannonen gehörten, die Bronzemedaille gewann. In Rom verbesserte er sich im Einzel auf den 12. Platz. In der Mannschaftswertung verpasste er mit Rang vier dieses Mal knapp eine Medaille.
Bei Weltmeisterschaften wurde er 1959 mit der Mannschaft Vizeweltmeister.
Auf nationalem Niveau betrieb Katter außerdem erfolgreich Wasserball, Fechten und Schwimmen. Katter war verheiratet und hatte drei Kinder.